# Graven
Graven (Frans: Grez-Doiceau) is een gemeente in de Belgische provincie Waals-Brabant, bestaande uit de dorpen Doiceau en Grez. De gemeente telt ruim 14.000 inwoners. Door de gemeente stromen de rivieren Dijle en Train. Graven ligt in de Brabantse Ardennen.

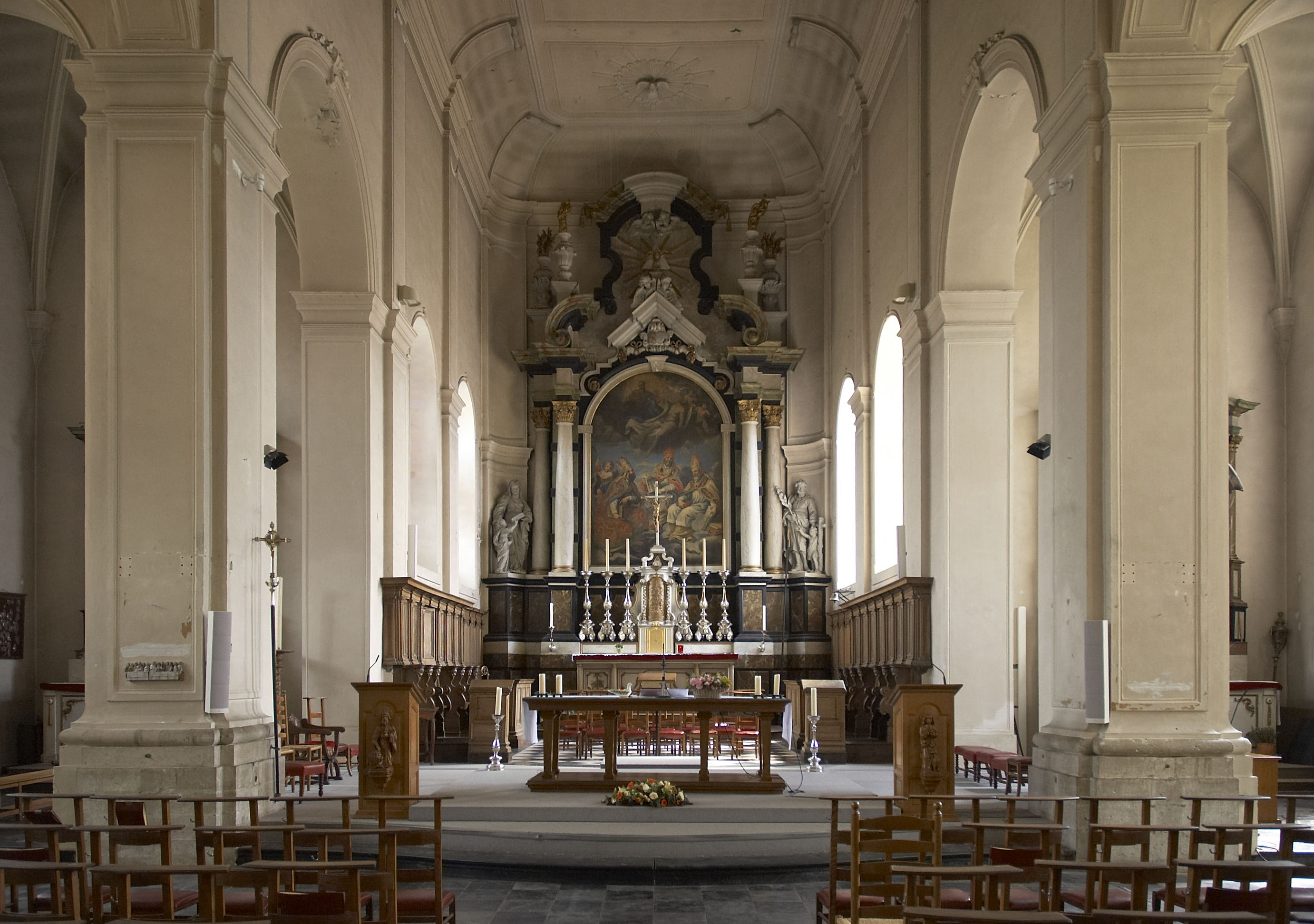
Zicht op het hoogaltaar binnen de Sint-Joriskerk in Graven.

## Kernen

### Deelgemeenten
| # | Naam                  | Opp. (km²) | Inwoners (2020) | Inwoners per km² | NIS-code |
| - | --------------------- | ---------- | --------------- | ---------------- | -------- |
| 1 | Graven (Grez-Doiceau) | 21,17      | 6.718           | 317              | 25037A   |
| 2 | Eerken (Archennes)    | 4,28       | 1.555           | 364              | 25037B   |
| 3 | Biez                  | 5,73       | 1.185           | 207              | 25037C   |
| 4 | Bossut-Gottechain     | 14,82      | 2.401           | 162              | 25037D   |
| 5 | Nethen                | 9,55       | 2.010           | 211              | 25037E   |

### Overige dorpen en gehuchten
- Grez, Doiceau, Gastuche, Hèze en Bercuit in deelgemeente Graven (Grez-Doiceau);
- Cocrou en Sart-Biez in Biez;
- Bossut, Gottechain, Gastuche en Pécrot in Bossut-Gottechain;
- Florival in Eerken (Archennes).

## Bezienswaardigheden
- Het Château de Piétrebais ligt te Grez aan de samenvloeiing van de Train en de Piétrebais. Er is een 13e-eeuwse donjon, een poortgebouw van midden 18e eeuw, er zijn boerderijgebouwen en een duiventoren van omstreeks 1600. Verder is er een grote tuin.
- De Sint-Joriskerk (Église Saint-Georges) heeft een 12e-eeuwse toren, opgettrokken in kalkzandsteen, die in de 18e eeuw werd gewijzigd. Schip en koor zijn van 1779.
- Le Franc Moulin was een bovenslagmolen op de Train. In 1967 werd het molenhuis verbouwd tot appartementen.

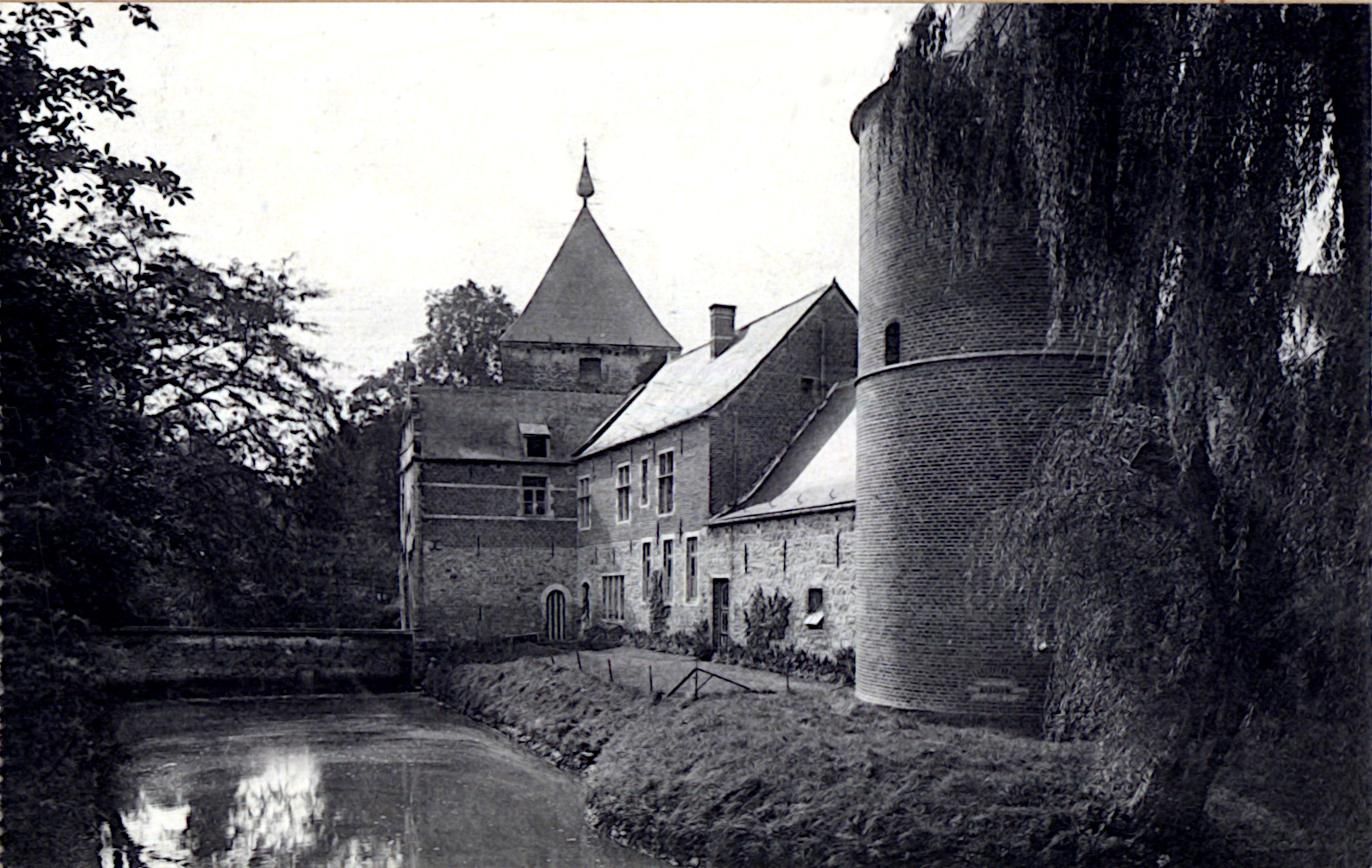
Kasteel van Piétrebais

## Natuur en landschap
Grez ligt aan de Train. De hoogte aan de kerk bedraagt 52 meter. Het Bois de Laurensart ligt in Graven.

## Demografische ontwikkeling

### Demografische evolutie voor de fusie
- Bronnen:NIS, Opm:1831 tot en met 1970=volkstellingen, 1976= inwoneraantal op 31 december

### Demografische evolutie van de fusiegemeente
Alle historische gegevens hebben betrekking op de huidige gemeente, inclusief deelgemeenten, zoals ontstaan na de fusie van 1 januari 1977.
- Bronnen:NIS, Opm:1831 tot en met 1981=volkstellingen; 1990 en later= inwonertal op 1 januari

| Inwoners van jaar tot jaar op 1 januari 1992 tot heden | Inwoners van jaar tot jaar op 1 januari 1992 tot heden | Inwoners van jaar tot jaar op 1 januari 1992 tot heden |
| jaar                                                   | Aantal                                                 | Evolutie: 1992=index 100                               |
| ------------------------------------------------------ | ------------------------------------------------------ | ------------------------------------------------------ |
| 1992                                                   | 10.670                                                 | 100,0                                                  |
| 1993                                                   | 10.871                                                 | 101,9                                                  |
| 1994                                                   | 11.079                                                 | 103,8                                                  |
| 1995                                                   | 11.142                                                 | 104,4                                                  |
| 1996                                                   | 11.263                                                 | 105,6                                                  |
| 1997                                                   | 11.374                                                 | 106,6                                                  |
| 1998                                                   | 11.642                                                 | 109,1                                                  |
| 1999                                                   | 11.699                                                 | 109,6                                                  |
| 2000                                                   | 11.827                                                 | 110,8                                                  |
| 2001                                                   | 11.864                                                 | 111,2                                                  |
| 2002                                                   | 12.053                                                 | 113,0                                                  |
| 2003                                                   | 12.159                                                 | 114,0                                                  |
| 2004                                                   | 12.277                                                 | 115,1                                                  |
| 2005                                                   | 12.376                                                 | 116,0                                                  |
| 2006                                                   | 12.403                                                 | 116,2                                                  |
| 2007                                                   | 12.473                                                 | 116,9                                                  |
| 2008                                                   | 12.606                                                 | 118,1                                                  |
| 2009                                                   | 12.673                                                 | 118,8                                                  |
| 2010                                                   | 12.683                                                 | 118,9                                                  |
| 2011                                                   | 12.758                                                 | 119,6                                                  |
| 2012                                                   | 12.861                                                 | 120,5                                                  |
| 2013                                                   | 12.876                                                 | 120,7                                                  |
| 2014                                                   | 12.850                                                 | 120,4                                                  |
| 2015                                                   | 13.033                                                 | 122,1                                                  |
| 2016                                                   | 13.088                                                 | 122,7                                                  |
| 2017                                                   | 13.239                                                 | 124,1                                                  |
| 2018                                                   | 13.368                                                 | 125,3                                                  |
| 2019                                                   | 13.668                                                 | 128,1                                                  |
| 2020                                                   | 13.873                                                 | 130,0                                                  |
| 2021                                                   | 13.984                                                 | 131,1                                                  |
| 2022                                                   | 14.005                                                 | 131,3                                                  |
| 2023                                                   | 14.067                                                 | 131,8                                                  |
| 2024                                                   | 14.064                                                 | 131,8                                                  |
| 2025                                                   | 14.014                                                 | 131,3                                                  |

## Geschiedenis
Op het eind van het ancien régime werd onder Frans bewind Graven een gemeente. In 1811 werd de gemeente Doiceau opgeheven en bij Graven aangehecht.
In 1977 werd Biez, Bossut-Gottechain, Eerken en Nethen aangehecht bij fusiegemeente Graven.

## Politiek

### Resultaten gemeenteraadsverkiezingen sinds 1976
| Partij               | Partij                                                                                   | 10-10-1976 | 10-10-1976 | 10-10-1982 | 10-10-1982 | 9-10-1988 | 9-10-1988 | 9-10-1994 | 9-10-1994 | 8-10-2000 | 8-10-2000 | 8-10-2006 | 8-10-2006 | 14-10-2012 | 14-10-2012 | 14-10-2018 | 14-10-2018 | 13-10-2024 | 13-10-2024 |
| Stemmen / Zetels     | Stemmen / Zetels                                                                         | %          | 19         | %          | 19         | %         | 19        | %         | 21        | %         | 21        | %         | 23        | %          | 23         | %          | 23         | %          | 23         |
| -------------------- | ---------------------------------------------------------------------------------------- | ---------- | ---------- | ---------- | ---------- | --------- | --------- | --------- | --------- | --------- | --------- | --------- | --------- | ---------- | ---------- | ---------- | ---------- | ---------- | ---------- |
|                      | ECOLO1/ Elan C+A                                                                         | -          |            | 7,541      | 0          | 7,191     | 1         | 11,01     | 2         | 14,291    | 3         | 11,31     | 2         | 12,581     | 3          | 14,201     | 3          | 12,26A     | 2          |
|                      | ReN.com1 / E.B.2 / EQUIPE3 / L'équipe4/ Elan C+A                                         | 38,561     | 8          | 39,892     | 9          | 39,153    | 9         | 32,982    | 8         | 34,932    | 8         | 31,953    | 8         | 18,24      | 4          | 12,024     | 2          | 12,26A     | 2          |
|                      | FDF1 / DéFI Citoyens2/ Elan C+A                                                          | -          |            | -          |            | -         |           | -         |           | -         |           | -         |           | 2,811      | 0          | 8,572      | 1          | 12,26A     | 2          |
|                      | ALL.com1 / UDRT-PL2 / PRL-IND3 / L.Bourgmestre4 / Alliance Communale5 / A.C.#Bourgmestr6 | 24,411     | 5          | 25,762     | 5          | 28,663    | 6         | 31,523    | 7         | 22,433    | 5         | 34,34     | 9         | 32,55      | 9          | 32,166     | 8          | 40,205     | 9          |
|                      | L. Bourgmestre1 / Avec Vous2/ Avec Vous, L.Bourgmestre3                                  | -          |            | -          |            | -         |           | -         |           | -         |           | -         |           | 28,184     | 7          | 33,051     | 9          | 47,553     | 12         |
|                      | Union Rurale                                                                             | -          |            | -          |            | -         |           | -         |           | -         |           | 7,68      | 1         | 5,72       | 0          | -          |            | -          |            |
|                      | IC                                                                                       | 25,2       | 5          | 25,31      | 5          | 15,76     | 3         | 17,54     | 4         | 17,42     | 3         | 14,77     | 3         | -          |            | -          |            | -          |            |
|                      | UNION                                                                                    | -          |            | -          |            | -         |           | -         |           | 10,93     | 2         | -         |           | -          |            | -          |            | -          |            |
|                      | RAC                                                                                      | 11,84      | 1          | -          |            | -         |           | -         |           | -         |           | -         |           | -          |            | -          |            | -          |            |
| Anderen(*)           | Anderen(*)                                                                               | -          |            | 1,5        | 0          | 9,24      | 0         | 6,96      | 0         | -         |           | -         |           | -          |            | -          |            | -          |            |
| Totaal stemmen       | Totaal stemmen                                                                           | 5481       | 5481       | 6165       | 6165       | 6616      | 6616      | 7272      | 7272      | 7737      | 7737      | 8400      | 8400      | 8586       | 8586       | 9050       | 9050       | 9147       | 9147       |
| Opkomst %            | Opkomst %                                                                                |            |            |            |            | 93,87     | 93,87     | 92,3      | 92,3      | 90,42     | 90,42     | 92,19     | 92,19     | 89,83      | 89,83      | 89,86      | 89,86      | 87,51      | 87,51      |
| Blanco en ongeldig % | Blanco en ongeldig %                                                                     | 2,9        | 2,9        | 2,97       | 2,97       | 3,7       | 3,7       | 4,36      | 4,36      | 5,03      | 5,03      | 4,24      | 4,24      | 3,94       | 3,94       | 5,01       | 5,01       | 7,77       | 7,77       |

 (*) 1982: UN (1,5%) / 1988: GreZ.88 (4,85%), MVE (4,39%) / 1994: UDC-SUD (6,96%)

## Sport
Er is een groot golfterrein op de heuvel "Le Bercuit". De golfbanen zijn aangelegd tussen diverse (indrukwekkende) villawijken.

## Bekende inwoners
- Joseph de Baillet (1787 - 1861), politicus

## Nabijgelegen kernen
Doiceau, Archennes, Gottechain, Bossut, Biez, Piétrebais